# Пам'ятник банківській пластиковій карті
Пам'ятник пластиковій банківській карті відкрито 5 серпня 2011 року в Єкатеринбурзі. Барельєф у вигляді руки, яка тримає картку встановлено на розі вулиці Малишева та Банківського провулка. Розміри пам'ятника — близько двох метрів заввишки та метра завширшки.
Ініціатором створення пам'ятника виступив ВУЗ-банк, який 2011 року відзначав 20-річчя від дня заснування. Ідею втілив єкатеринбурзький скульптор Сергій Бєляєв. На пам'ятнику вигравірувано ім'я Едварда Белламі, письменника-фантаста, який у своєму романі «Погляд назад» 1888 року першим висунув ідею кредитних карток.